# Karlheinz Stockhausen
Karlheinz Stockhausen (Mödrath, 22 de agosto de 1928 — Kürten, 5 de dezembro de 2007) foi um compositor alemão de música contemporânea. Foi colega de Pierre Boulez, Edgar Varése e Iannis Xenakis. Ambos estudaram com o compositor e organista Olivier Messiaen. Críticos do seu trabalho apontam-no como "um dos grandes visionários do século XX no contexto da música pós-moderna". É conhecido, entre outras coisas, por um trabalho notório durante a génese da música electroacústica, para introduzir procedimentos estocásticos, ao nível do indeterminismo musical, após o seu cruzamento com o compositor da cena musical do fluxus, surrealismo, e dadaísmo norte-americano Cage, mas sobretudo pelo seu envolvimento em composição serial e espacialização sonora.
Considerado um dos maiores compositores do final do século XX, foi o responsável por trabalhos artísticos de grandiosidade indiscutível. As suas obras revolucionaram a percepção de ritmo, melodia e harmonia. Trabalhos como Stimmung e Mikrophonie marcaram época quando da sua estreia pois exigiam do público percepção musical aguçada. De suas obras mais ambiciosas destacam-se o quarteto de cordas com helicópteros (Helikopter-Streichquartett) (que é tocado com estes instrumentos mesmo: um quarteto de cordas e quatro helicópteros), parte integrante de um trabalho em desenvolvimento de mais de dez anos, e a ópera Licht baseada em textos sânscritos e budistas que tem suas partes distribuídas nos dias da semana. A sua música encontra paralelos com correntes do misticismo germânico do século XX. Consta-se que Stockhausen terá tido um envolvimento grande com a cultura indiana, que terá estudado o pensamento de Sri Aurobindo, e tido um interesse fecundo, pela escola teosófica da Aurum Sri. Stockhausen aparece na capa do álbum Sargent Pepper dos Beattles. 
Estudou na Hochschule für Musik Köln e na Universidade de Colónia, estudando mais tarde com Olivier Messiaen em Paris e com Werner Meyer-Eppler e com University of Bonn. Uma das figuras líderes da Escola de Darmstadt, as suas composições ehis composições mantêm-se largamente influenciais, não apenas com compositores de arte musical, mas também jazz e música popular) - ver Holger Czukay, Markus Stockhausen e Simon Stockhausen. Os seus trabalhos, compostos durante um período de cerca de sessenta anos, encopassem formas tradicionais. Em adição a música electrónica - tanto com e sem intérpretes, com e sem electrónica em tempo real - estas vão desde mantras para caixa de música através de trabalhos para instrumentos a solo, canções, música de câmara coro, e orquestra, para um ciclo de sete óperas de longa duração. Os seus trabalhos de teoria musical, e outros escritos incluem cerca de dez volumes de grande dimensão. Recebeu vários prémios e distinções pelas suas composições pelas suas composições, gravações, e pelas peças produzidas, pela editora de partituras.
Os seus trabalhos de composição incluem as séries de dezenove Klavierstücke (Peças para piano), Kontra-Punkte para dez instrumentos, a nível de música electrónica e musique-concrète Gesang der Jünglinge, Gruppen para três orquestras, e solos de percussão Zyklus, Kontakte, a cantata Momente, os trabalhos de live-electronics Mikrophonie I, Hymnen, Stimmung para seis vocalistas, Aus den sieben Tagen, Mantra para dois pianos e electrónica, Tierkreis, Inori para solistas e orquestra, e o círculo gigantesco da ópera Licht.
Morreu em 5 de dezembro de 2007, de parada cardio-vascular, na sua casa em Kürten, na Germany.

## Obras importantes

### Estudos
Após ter criado a primeira peça que fazia uso da técnica da síntese aditiva com base na unidade da onda senoidal, Stockhausen compôs dois estudos de música eletrônica (Studie I e Studie II) com o objetivo de analisar as potencialidades dos sons eletrônicos e criar novos timbres sem o auxílio de instrumentos, apenas com a mistura de ondas senoidais (através de um método por ele desenvolvido) e a vibração induzida de uma película com a onda resultante das misturas (princípio da caixa de som). Suas obras seguintes, assim como toda a música eletrônica, tiveram forte embasamento nos resultados que alcançou nessas duas peças musicais. Antes disso o compositor já havia criado um estudo de música concreta,e havia dado à peça o nome de Etude.

### Licht
Licht (luz em alemão) é a sua mais ambiciosa e demorada criação. É ciclo de sete meta-óperas (teatro musical), cada uma tendo por título um dia da semana, na qual entendeu unificar história do Universo e história do Homem, o biológico e o religioso, criação e evolução. No total, cerca de 29 horas de música e acção cénica que lhe custaram 27 anos de trabalho, concluído em 2004.

### Klang
Quando terminou a composição de Licht iniciou Klang (vocábulo que significa som, mas ao qual se liga um timbre). Esta composição teria 24 partes, correspondendo às 24 horas do dia. Como um Livro de Horas inscrito de sensações acústicas. Compôs as horas I-V e XIII e terá terminado a VII e a X, com estreia prevista para 2008. Uma delas Stockhausen terminou na véspera da sua morte.

## Influência
Stockhausen e sua música foram controversos e influentes. As obras Studier I e II (especialmente a segunda) tiveram uma grande influência no desenvolvimento da música eletrônica nas décadas de 1950 e 1960, particularmente nos trabalhos de Franco Evangelisti, Andrzej Dobrowolski e Włodzimierz Kotoński (Skowron 1981, 39). A influência de Kontra-Punkte, Zeitmasse e Gruppen pode ser observada no trabalho de diversos compositores, incluindo obras de Igor Stravinsky como Threni (1957-1958) e Movements para piano e orquestra (1958-1959). Músicos de jazz como Miles Davis (Bergstein 1992), Cecil Taylor, Charles Mingus, Herbie Hancock, Yusef Lateef (Feather 1964) e Anthony Braxton (Radano 1993, 110) citaram Stockhausen como uma influência, assim como artistas do rock como Frank Zappa, que reconhecem o compositor em seu álbum de estreia com o Mothers of Invention, Freak Out! (1966). Os Beatles incluíram uma imagem do compositor na capa de seu álbum Sgt. Pepper's Lonely Hearts Club Band, de 1967. O maestro brasileiro Rogério Duprat foi seu aluno e pioneiro da música eletrônica no Brasil. Richard Wright e Roger Waters do Pink Floyd também consideram Stockhausen como uma influência (Macon 1997, 141). Os fundadores da banda Kraftwerk estudaram com Stockhausen (Flur 2003, 228). Mesmo artistas mais atuais como a cantora Björk, Thom Yorke e Trent Reznor também citam o compositor. Stockhausen escreveu 370 obras. Ele frequentemente se distancia da música da tradição. Sua obra é influenciada por Messiaen, Varèse, Webern, e por pintores, como Paul Klee e Piet Mondrian.